# Васо Ђурђевић Турчин
Васо Ђурђевић Турчин (Бршадин, код Вуковара, 31. децембар 1923 — Маринци, код Вуковара, 30. мај 1944), учесник Народноослободилачке борбе и народни херој Југославије.

## Биографија
Рођен је 31. децембра 1923. године у Бршадину, код Вуковара, у земљорадничкој породици. Васо је био најмлађи син Милисава и Драгице Ђурђевић, који су поред њега имали још и синове Душана и Перу и кћери Милену и Љубицу. Породица се бавила пољопривредом и земљорадњом, а током његовог раног детињства им умире отац.
Пре Другог светског рата бавио се земљорадњом. Учесник Народноослободилачке борбе је од 1941. године. Члан Комунистичке партије Југославије (КПЈ) је од 1943. године.
После окупације Југославије, у кући браће Ђурђевић основана је прва илегална партизанска група на подручју вуковарске околине и шире, такозвани Штаб за дизање устанка, под командом Ђоке Патковића из Боботе и техничким руководством Драге Марушића—Шпанца из Загреба, члана ЦК КП Хрватске. Ова малобројна група (у почетку само 10ак) је деловала на потезу Винковци–Вуковар–Осијек. Иако врло млад, Васо суделује у формирању првих партизанских група, прикупљању оружја и санитетског материјала, док се у његовој кући налазио штампач за израду пропагандних материјала.
У ноћи између 3. и 4. децембра 1941. током издаје, кућа Ђурђевића бива нападнута при чему Васин брат, Перо, бива убијен. Убрзо након тога, у сеоском атару гине и Васин други брат, Душан, опкољен агресорима и извршава самоубиство активирајући ручну гранату, у нашем језику знана као „Кашикара“. Мајку Драгицу, сестру Љубицу и шогора Светозара Оковачког приводе, муче и стрељају у Дудику. Васо је, такође, био ухапшен, али су га пустили на слободу, после чега он одлази у партизане.
Током 1942. године са партизанима делује по Славонији и Срему, нападајући полицијске станице, непријатељске штабове и центре непријатељске комуникације.
Априла 1943. године, постао је члан Ударне групе при Окружном комитету КП Хрватске за Осијек.
Погинуо је као командир Ударне групе Диљског (Бродског) војног подручја, 30. маја 1944. године, код села Маринаца, у близини Вуковара, у борби против немачких јединица.
Наредбом Штаба Друге армије ЈА, 15. фебруара 1946. године, посмртно бива одликован Орденом за храброст, као политички руководилац Прве ударне групе осјечког круга.
Указом Президијума Народне скупштине ФНРЈ Федеративне Народне Републике Југославије, 20. децембра 1951. године, проглашен је за народног хероја Југославије.
Његов споменик налази се у центру Бршадина, а његово име носи и културно-уметничко друштво, као и главна улица Бршадина.